# D'Aguilar National Park
D'Aguilar National Park är en nationalpark i Australien.   Den ligger i delstaten Queensland, i den östra delen av landet, 1 000 km norr om huvudstaden Canberra. D'Aguilar National Park ligger 614 meter över havet. Arean är 364 kvadratkilometer.
I omgivningarna runt D'Aguilar National Park växer i huvudsak städsegrön lövskog. Runt D'Aguilar National Park är det ganska glesbefolkat, med 43 invånare per kvadratkilometer.